# Xã Washington, Quận Webster, Missouri
Xã Washington (tiếng Anh: Washington Township) là một xã thuộc quận Webster, tiểu bang Missouri, Hoa Kỳ. Năm 2010, dân số của xã này là 1.616 người.